# Альбац, Бруно
Бруно Альбац (латыш. Bruno Albāts 17 августа 1908 Гренобль, Франция — 5 июля 1995) — латвийский общественный деятель, юрист, правовед, писатель и историк латышской диаспоры. Известен как соавтор книги по истории Ассоциации латышей Америки (ALA) и бывший генеральный секретарь этой организации.

## Биография
С 1933года Бруно работал кандидатом на судебную должность в Рижском окружном суде. В 1934году, Альбац окончил юридический факультет Латвийского университета со степенью магистра права (mag. iur.). С 1935 года занимал должность дополнительного мирового судьи в Лиепайском окружном суде. С 1939 года и до присоединения Латвии к СССР работал мировым судьёй в Скриверском уезде Рижского округа. В 1944году эмигрировал в Третий Рейх, а позже переехал в США.
В 1951—1986 годах занимал пост генерального секретаря ALA — крупнейшей организации латышской диаспоры в США, основанной для сохранения национальной идентичности и поддержки борьбы за независимость Латвии.
В 1987 году совместно с бывшим президентом ALA Висвалдисом Кливе опубликовал книгу «ALA 35 (1951—1986)» — подробную историю ассоциации за первые 35 лет её существования. Издание охватывает ключевые события:
- Координацию помощи латышским беженцам[1].
- Поддержку образовательных программ на латышском языке[3].
- Лоббирование интересов Латвии в американском конгрессе[3].